# Eucalyptus alba
Eucalyptus alba (лат.) — дерево, вид рода Эвкалипт (Eucalyptus) семейства Миртовые (Myrtaceae), произрастающий в Австралии, на Тиморе и в Новой Гвинее. У дерева гладкая кора, листья от копьевидных до яйцевидных, цветочные бутоны в группах по семь, белые цветки и конические или полушаровидные плоды.

## Ботаническое описание
Eucalyptus alba — дерево высотой от 5 до 18 м с раскидистой кроной шириной от 5 до 15 м. Ствол часто изогнут и имеет гладкую порошкообразную кору от розовато-красного до белого или кремового цвета. Листья на молодых растениях расположены поочередно от яйцевидных до более или менее округлых, 10-20 см в длину и 8-12 см в ширину. Зрелые листья от яйцевидной до копьевидной формы 5-12 см в длину и 5-8 см в ширину, с обеих сторон одинакового оттенка зелёного. Цветочные бутоны расположены группами по семь на цветоносе длиной 4-14 мм. Бутоны от овальных до более или менее сферических, с калиптрой 3-5 мм в длину и 4-7 мм в ширину, по размеру аналогичны цветочной чашечке. Белые цветки появляются с августа по ноябрь и иногда обильны. Плоды конусовидной или полусферической формы 4-7 мм в длину и 5-8 мм в ширину.
Родственный Eucalyptus bigalerita похож по внешнему виду, но имеет более крупные листья, почки и семенные коробочки и встречается на аллювиальных равнинах.

Eucalyptus alba
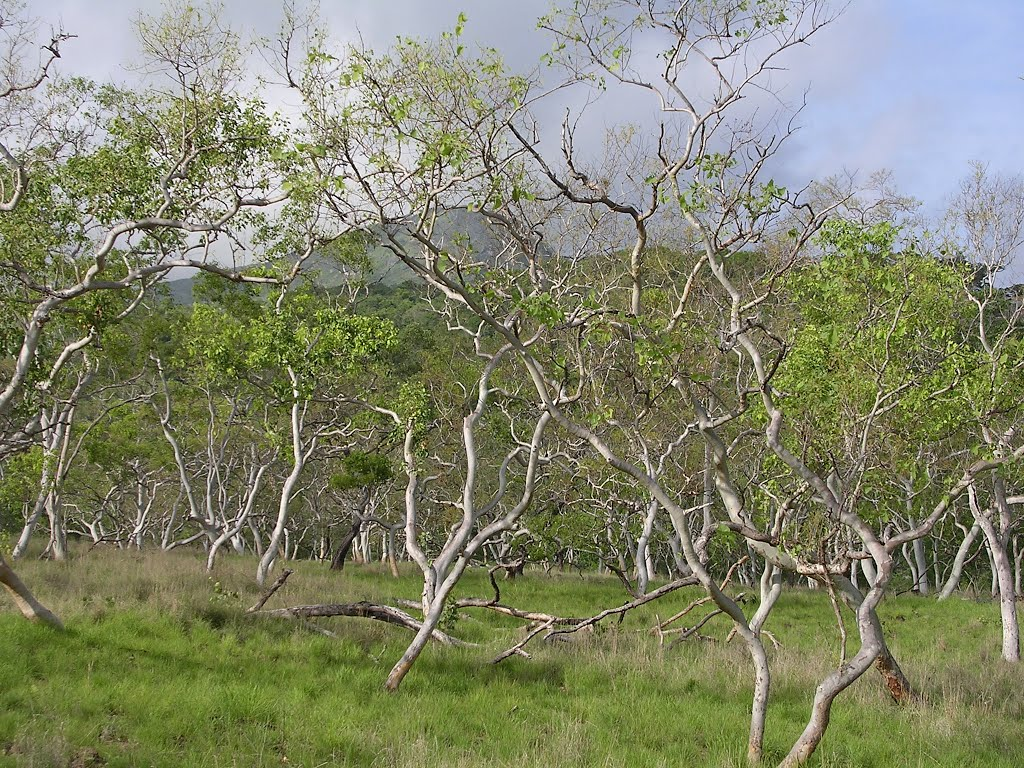
В природе
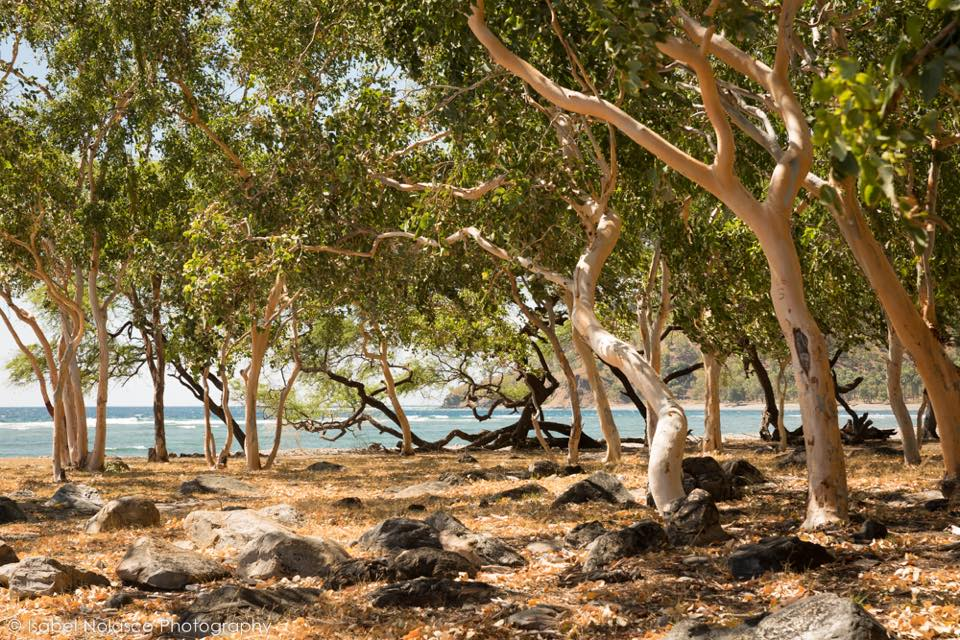
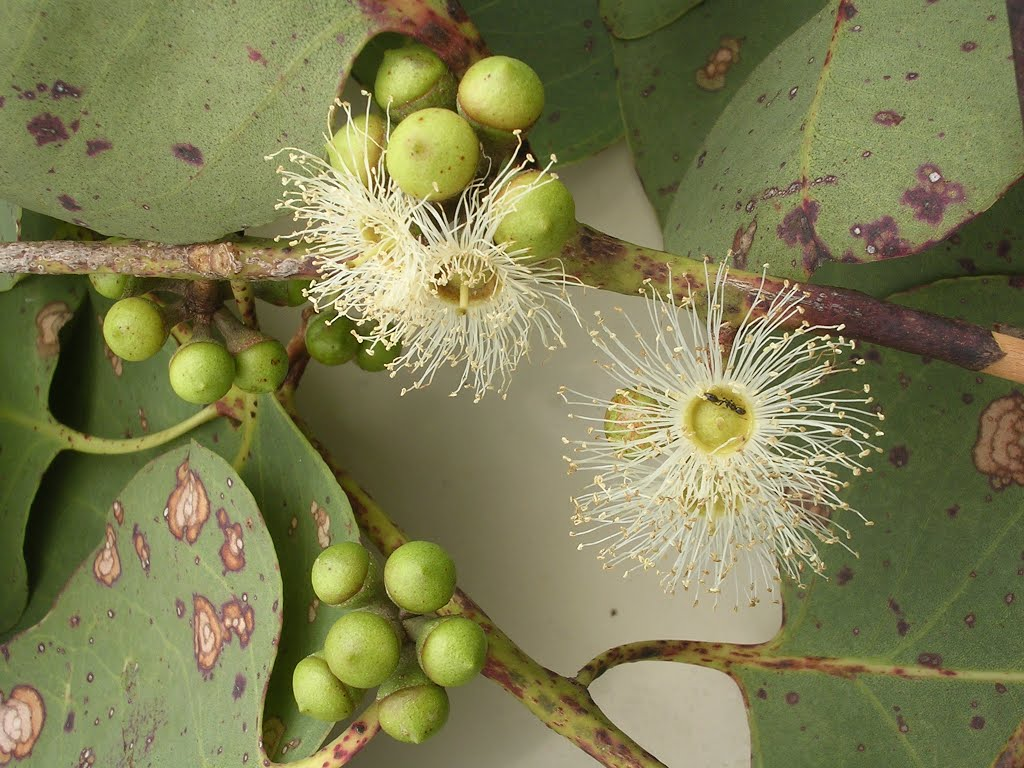
Цветущее дерево

## Таксономия
Вид впервые официально описан в 1826 году Карлом Людвигом Блюме после того, как был обнаружен Каспаром Георгом Карлом Рейнвардтом на Тиморе. Описание было опубликовано в книге Блюме Bijdragen tot de Flore van Nederlandsch Indië. Видовой эпитет — от латинского слова, означающего «белый», относящееся к коре. В пределах рода Eucalyptus этот вид принадлежит к подроду Symphyomyrtus.

## Распространение и местообитание
Eucalyptus alba произрастает в Австралии, на Тиморе и в Новой Гвинее. Может быть доминирующим деревом в открытых лесных массивах, встречается на северо-востоке Западной Австралии в округе Кимберли через верхнюю часть Северной территории и между полуостровом Кейп-Йорк и Рокгемптоном в Квинсленде, а также в Новой Гвинее и Тиморе. Встречается на гребнях и возвышенностях, часто на бедной почве.

## Культивирование и использование
Этот эвкалипт высаживается как небольшое декоративное и привлекающее птиц дерево. Используется для ограждения в северной Австралии, а также для получения мёда. Аборигены Северной территории использовали древесину на дрова.

## Охранный статус
Международный союз охраны природы классифицирует природоохранный статус вида как «вызывающий наименьшие опасения».